# Bambi II
Bambi II là một bộ phim hoạt hình vào năm 2006, được quay trực tiếp lên video, và là phần tiếp theo sau phần đầu Bambi.

## Lồng tiếng
- Patrick Stewart - Great Prince of the Forrest
- Alexander Gould - Bambi
- Brendon Baerg - Thumper
- Carolyn Hennesy - Bambi mẹ đã
- Nicky Jones - Flower
- Anthony Ghannam - Ronno
- Andrea Bowen - Faline
- Keith Ferguson - Owl
- Cree Summer - Mena
- Brian Pimental - Groundhog / Porcupine

## Nhạc phim
- "There is Life" (Alison Krauss)
- "First Sign of Spring" - (Michelle Lewis)
- "Through Your Eyes" - (Martina McBride)
- "The Healing of a Heart" (Anthony Callea)